# Demetri de Tars (satirògraf)
Demetri de Tars (grec antic: Δημήτριος, llatí: Demetrius) fou un poeta grec que va escriure drames satírics. Solament és conegut per una breu referència de Diògenes Laerci, qui l'anomena Ταρσικός (Tarsikós), potser per un tipus peculiar de poesia i no per la ciutat de Tars.